# Le Masque noir
Pour plus de détails, voir Fiche technique et Distribution.
Le Masque noir (Il diavolo nero) est un film de cape et d'épée italien réalisé par Sergio Grieco et sorti en 1957.

## Synopsis
En 1525, le noble Lorenzo di Roccabruna tente d'établir une union entre Italiens et Espagnols en mariant sa nièce Isabelle au roi d'Espagne Ferdinand II d'Aragon. Mais les habitants de Roccabruna ne sont pas d'accord et attaquent les envahisseurs sous le commandement d'un homme masqué connu sous le nom de « diable noir ».

## Fiche technique
- Titre français : Le Masque noir ou Le Diable noir[1]
- Titre original : Il diavolo nero[2],[3],[4]
- Réalisation : Sergio Grieco
- Scénario : Sergio Grieco, Ottavio Poggi
- Photographie : Alvaro Mancori
- Montage : Enzo Alfonsi
- Musique : Roberto Nicolosi (it)
- Décors : Ernest Kromberg
- Costumes : Giancarlo Bartolini Salimbeni (it)
- Société de production : P.O. Film
- Format : couleurs - 2,35:1 - son mono - 35 mm
- Pays de production :  Italie
- Langue originale : italien
- Durée : 80 minutes
- Genre : film de cape et d'épée
- Date de sortie :
  - Italie : 29 mars 1957
  - France : 31 juillet 1957[1]

## Distribution
- Milly Vitale : Isabella
- Nadia Gray : Duchesse Lucrezia
- Maurizio Arena : Ruggero
- Gérard Landry : Osvaldo de' Marzi
- Leonora Ruffo : Stella
- Nino Crisman : Don Pedro
- Enrico Olivieri
- Andrea Aureli : Lorenzo di Roccabruna